# 澤畑恵美
澤畑 恵美（さわはた えみ）は、日本の声楽家（ソプラノ）、オペラ歌手、音楽教育者。新字体で沢畑と記載される場合がある。夫は東京都交響楽団コンサートマスターの矢部達哉。息子はNHK交響楽団チェロ奏者の矢部優典。

## 経歴
埼玉県出身。埼玉県立秩父高等学校、国立音楽大学卒業。同大学大学院修了。佐藤峰子、別所恵子に師事。文化庁オペラ研修所第7期生修了。
オペラ出演記録の初出は1987年（昭和62年）西麻布オペレッタホール レハール『ルクセンブルク伯爵』ジュリエット・ヴェルモンである。1988年（昭和63年）日本オペレッタ協会 カールマン『伯爵令嬢マリツァ』リーザ、1990年（平成2年）日本オペラ協会 原嘉壽子『よさこい節 - 高知情話 純信お馬 - 』主役お馬を務めている。同年 日本オペレッタ協会 レハール『微笑みの国』主役リーザの出演歴もあるなど、オペレッタで経験を積んでいる。同年 二期会 モーツァルト『フィガロの結婚』スザンナに抜擢される。同年 文化庁派遣芸術家在外研修員として1年間ミラノへ留学。歌唱をマリア・ミネット、発声をラウラ・ロンディの諸氏に師事。
1991年（平成3年）帰国以後も舞台を重ね、『よさこい節 - 高知情話 純信お馬 - 』お馬再演、ヨハン・シュトラウス2世『こうもり』アデーレ、『微笑みの国』リーザ再演、團伊玖磨『夕鶴』つう、三木稔『春琴抄』春琴、ビゼー『カルメン』ミカエラ、ベートーヴェン『フィデリオ』マルツェリーネ、ロンバーグ『学生王子』ケティー、リヒャルト・シュトラウス『ナクソス島のアリアドネ』ツェルビネッタ、モーツァルト『魔笛』夜の女王（抜粋、演奏会形式）等多くの公演に出演。
1997年（平成9年）新国立劇場開場記念公演 團伊玖磨『建・TAKERU』春乃、1998年（平成10年）新国立劇場・二期会共催 リヒャルト・シュトラウス『アラベッラ』ズデンカ、2000年（平成12年）二期会 ブリテン『真夏の夜の夢』ヘレナ、新国立劇場『魔笛』パミーナ、2001年（平成13年）二期会『こうもり』アデーレ、2002年（平成14年）二期会創立50周年記念公演 ヴェルディ『椿姫』ヴィオレッタ。2003年（平成15年）同記念公演＝ケルン市立歌劇場 リヒャルト・シュトラウス『ばらの騎士』では演出家ギュンター・クレーマーのもとでゾフィーを務めた。2004年（平成16年）より錦織健プロデュース ロッシーニ『セビリアの理髪師』ロジーナ、同 モーツァルト『ドン・ジョヴァンニ』ドンナ・エルヴィーラで全国公演。2007年（平成19年）東京二期会公演 オッフェンバック『天国と地獄』ユーリディス、2008年（平成20年）びわ湖ホールと神奈川県民ホールでアンドレアス・ホモキ演出『ばらの騎士』ゾフィー、2009年（平成21年）東京二期会『椿姫』ヴィオレッタ、2010年（平成22年）再びびわ湖ホールと神奈川県民ホールでアンドレアス・ホモキ演出 プッチーニ『ラ・ボエーム』ミミ、同年 東京二期会 レハール『メリー・ウィドウ』ハンナ、2011年（平成23年）東京二期会 モーツァルト『フィガロの結婚』伯爵夫人と、次々と重要な役をこなしている。2015年（平成27年）には東京二期会 ヨハン・シュトラウスII『ウィーン気質』伯爵夫人、2016年（平成28年）新国立劇場『夕鶴』つう、同年 いずみホール『ドン・ジョヴァンニ』ドンナ・エルヴィーラ、2017年（平成29年）東京二期会＆ベルリン・コーミッシェ・オーパー提携公演『こうもり』ロザリンデと活躍を続けている。
コンサートでもモーツァルト『レクイエム』、ベートーヴェン『第九』『ミサ・ソレムニス』、メンデルスゾーン交響曲第2番『讃歌』、マーラー交響曲第2番、交響曲第4番、交響曲第8番『千人の交響曲』、ヴェルディ『レクイエム』、ヘンデル『メサイア』等のソリストとして、エリアフ・インバル、ゲルト・アルブレヒト、セルジュ・コミッショーナ、ジャン・フルネ、ガリー・ベルティーニ、金聖響、小林研一郎、ジェイムズ・デプリースト、秋山和慶、石丸寛、大友直人、ジャンルイージ・ジェルメッティ、下野竜也、山下一史、佐渡裕、佐藤功太郎、田中良和、朝比奈隆などの著名指揮者や、東京都交響楽団、神奈川フィルハーモニー管弦楽団、日本フィルハーモニー交響楽団、東京交響楽団、NHK交響楽団、読売日本交響楽団、新日本フィルハーモニー交響楽団、群馬交響楽団など主要オーケストラとの共演も数多い。2004年（平成16年）ズデニェク・マーツァル指揮チェコ・フィルハーモニー管弦楽団『第九』にソリストとして出演。2014年（平成26年）にはサントリーホール大ホールでの玉置浩二、大島幾雄＆NHK交響楽団とのコラボコンサートにも出演している。2015年（平成27年）は紀尾井シンフォニエッタ東京（指揮:阪哲朗）第102回定期演奏会にてリヒャルト・シュトラウスの歌曲をオーケストラ伴奏で歌った。2019年（令和元年）にも東京オペラシティコンサートホールにて国立音楽大学第131回オーケストラ定期演奏会に出演しリヒャルト・シュトラウス『4つの最後の歌』を歌っている。
リサイタルに関しても全国各地で数多く取り組んでいる。1999年（平成11年）第9回富士山麓国際音楽祭（静岡県裾野市ほか）に出演。2002年（平成14年）サントリーホールブルーローズで「二期会創立50周年記念 30日連続演奏会 澤畑恵美(S)/黒田博(Br)『私たち、歌が好きなんです。』」に出演。2007年（平成19年）愛知県岡崎市で「澤畑恵美＆佐野成宏 夢のデュオ」開催。2008年（平成20年）東京千駄ヶ谷津田ホールにて「歌姫たちの四季春 ソプラノ澤畑恵美」開催。2013年（平成25年）大阪府池田市で「澤畑恵美&福井敬 - 日本のうたとオペラのアリア - 辰巳琢郎をナビゲーターに迎えて」開催。2014年（平成26年）よこすか芸術劇場「美しき日本の歌」コンサートに出演。2015年（平成27年）香川県高松市で「秋川雅史・澤畑恵美&Ｎ響メンバーによる弦楽クインテット2015ニューイヤーコンサート」に出演。2016年（平成28年）東京浜離宮朝日ホールでWILPFコンサート澤畑恵美ソプラノリサイタルに出演。2017年（平成29年）広島県・下蒲刈島・蘭島閣美術館で沢畑恵美リサイタル。2019年（平成31年）岩手県釜石市で「澤畑恵美&福井敬 デュオ・リサイタル」を開催。
音楽教育者としても国立音楽大学講師、准教授を経て、2020年現在、同大学教授。国立音楽大学澤畑恵美クラスの声楽発表会は2018年（平成30年）に第17回（17年間）を数えている。門下生には吉田真澄、鶫真衣、内田千陽、宮西一弘、鈴木愛美、西尾友香理、今井実希、Takanori、枡本侑子、安田祥子、宮澤愛菜、上野菜摘、古田真由美、渡壁美和子、岩田瞳、市村美友貴、大竹理恵、島袋奈津子、舘澤美咲、横山だいすけ、宇野友梨香、石井美紗樹、酒井真理子、魚谷香緒里、岩水美稚子、阿部雅子、山田幸、三谷幸、竹内伶奈、柏木沙友里、桑原キャサリンなどがいる。2018年（平成30年）には新潟県立新潟中央高等学校にて特別講座を開催するなど、様々な取り組みを行っている。

## 主な受賞歴
- 1989年（平成元年）第58回日本音楽コンクール声楽部門第1位[61]。福沢賞、木下賞、松下賞を受賞[2]
- 1993年度（平成5年度）第21回ジロー・オペラ賞[62] 1992年『こうもり』のアデーレ、1993年『春琴抄』（三木稔）の春琴役に対して[4]

## 主な楽界活動
- 2012年（平成24年）第66回全日本学生音楽コンクール東京大会本選シリーズ声楽部門審査員[63]
- 2013年（平成25年）第82回日本音楽コンクール本選シリーズ声楽部門審査員[64]
- 2019年（平成31年）第73回全日本学生音楽コンクール声楽部門全国大会審査員[65]
- 二期会会員（幹事：任期 － 2022年（令和4年）3月31日）[66]

## 主なディスコグラフィー
- Hybrid SACD にほんのうた 澤畑恵美、谷池重紬子 2008/05/20 フォンテック
- CD にほんのうた2 澤畑恵美、谷池重紬子 2010/12/21 フォンテック
- CD 夢みる子守歌 澤畑恵美 1990/6/5 日本クラウン
- CD7枚組 マーラー：交響曲選集 ガリー・ベルティーニ 東京都交響楽団、森麻季、クラウス・メルテンス、中村智子、ヨルマ・シルヴァスティ、スーザン・プラッツ、澤畑恵美、半田美和子 2011/6/20 フォンテック
- Hybrid SACD マーラー：交響曲第8番 ガリー・ベルティーニ 東京都交響楽団、中村智子、澤畑恵美、半田美和子、手嶋眞佐子、竹本節子、福井敬、福島明也、長谷川顕 他
- CD マーラー：交響曲 第8番『千人の交響曲』エリアフ・インバル 東京都交響楽団 ソプラノ：澤畑恵美、大隅智佳子、森麻季 メゾソプラノ ：竹本節子、中島郁子 テノール ：福井敬 バリトン ：河野克典 バス ：久保和範 東京少年少女合唱隊 晋友会合唱団
- CD マーラー：交響曲第2番『復活』エリアフ・インバル 東京都交響楽団 ソプラノ：澤畑恵美 メゾソプラノ：竹本節子 合唱指揮：永田雅人 二期会合唱団
- CD2枚組 マーラー：交響曲第2番『復活』金聖響 神奈川フィルハーモニー管弦楽団 ソプラノ：澤畑恵美 メゾソプラノ：竹本節子 神奈川フィル合唱団
- CD マーラー：交響曲第8番『千人の交響曲』エリアフ・インバル 東京都交響楽団 ソプラノ：澤畑恵美、大倉由紀枝 、半田美和子 メゾソプラノ：竹本節子、手嶋眞佐子 テノール：福井敬 バリトン：河野克典 バス：成田眞 NHK東京児童合唱団 晋友会合唱団
- CD2枚組 マーラー：交響曲第8番『千人の交響曲』小林研一郎 日本フィルハーモニー交響楽団 ソプラノ：菅英三子 、澤畑恵美、秋吉邦子 アルト：西明美 、 竹本節子 テノール：伊達英二 バリトン：青戸知 バス：ペーテル･ミクラーシュ 東京少年少女合唱隊 武蔵野音楽大学 合唱団 日本フィルハーモニー協会合唱団 録音：14-15 May 1998, Live recording, Suntory Hall, Tokyo, Japan NAXOS[67]
- CD4枚組 ベートーヴェン傑作集 ジェイムズ・デプリースト 東京都交響楽団、澤畑恵美、竹本節子、福井敬、 福島明也他 2016/9/30 東武レコーディングズ
- CD ベートーヴェン：交響曲第9番『合唱』ゲルト・アルブレヒト 読売日本交響楽団 ソプラノ：澤畑恵美 アルト：重松みか テノール：水口聡 バリトン：三原剛 晋友会合唱団[68]
- CD ベートーヴェン：交響曲第9番『合唱』ジャン・フルネ 東京都交響楽団 ソプラノ：澤畑恵美 メゾソプラノ：寺谷千枝子 テノール：小林一男 バリトン：木村俊光 1995年12月24日 東京芸術劇場ライヴ録音 フォンテック
- CD シェーンベルク ：オラトリオ『ヤコブの梯子 』秋山和慶 東京交響楽団 ソプラノ：佐橋美起、澤畑恵美 メゾソプラノ：永井和子 テノール：田中誠、吉田伸昭、福井敬 バリトン：ジークフリート・ローレンツ、三原剛 バス：宇野徹哉 東響コーラス NAXOS[69]
- CD ブラームス ：ドイツ・レクイエム 石丸寛 東京交響楽団 ソプラノ：澤畑恵美 バリトン：木村俊光 栗友会合唱団（合唱指導：栗山文昭 ）石丸寛指揮生活45周年記念 東京交響楽団特別演奏会 1997/04/17 サントリーホールライブ録音[70] 1997/08/21 RCA[71]
- CD 團伊玖磨合唱作品集－長崎街道 国立音楽大学合唱団、澤畑恵美、小林一男 2012/3/18 インディペンデントレーベル
- CD2枚組 オラトリオ『ヤマトタケル』改訂版 作・台本：なかにし礼 、作曲：三枝成彰 、指揮：大友直人・志水隆、東京交響楽団、澤畑恵美、戸山俊樹、小林一男 1995/3/22 EMIミュージック・ジャパン
- CD さくら伝説 湯山昭の世界 オムニバス 三原剛、澤畑恵美、吉田浩之、藤井孝子 1996/10/23 ビクターエンタテインメント

## 放送出演
- 1999年（平成11年）4月 - 2000年（平成12年）3月[72] NHK-FM放送『おしゃべりクラシック』パーソナリティ[73]
- 2000年（平成12年）4月28日 日本テレビ『深夜の音楽会 』出演 指揮：ジャンルイージ・ジェルメッティ ソプラノ：澤畑恵美 テノール：錦織健 読売日本交響楽団